# جيسي سبرينغ
جيسي سبرينغ (بالإنجليزية: Jesse Spring)‏ هو لاعب هوكي الجليد أمريكي، ولد في 18 يناير 1901 في ألبا في الولايات المتحدة، وتوفي في 25 مارس 1942.

## وصلات خارجية
- جيسي سبرينغ على موقعبيزبول رفرنس.كوم (الدوري الثانوي) (الإنجليزية)
- جيسي سبرينغ على موقع دوري الهوكي الوطني (الإنجليزية)
- جيسي سبرينغ على موقع قاعة مشاهير الهوكي (لاعب أن.إتش.أل) (الإنجليزية)
- جيسي سبرينغ على موقع EliteProspects.com (الإنجليزية)
- جيسي سبرينغ على موقع HockeyDB.com (الإنجليزية)
- جيسي سبرينغ على موقع Hockey-Reference.com (الإنجليزية)